# 百瀬博教
百瀬 博教（ももせ ひろみち、1940年〈昭和15年〉2月20日 - 2008年〈平成20年〉1月27日）は、作家、詩人、格闘技プロデューサー。日本スノードーム協会事務局長。血液型AB型。総合格闘技イベントPRIDEとの関わりから、「PRIDEの怪人」の異名を持っていた。

## 来歴
東京市浅草区（現台東区）柳橋出身。侠客の百瀬梅太郎の次男として出生。学生時代は相撲取りを目指し、私立市川高等学校では相撲部を創設して、関東大会2位、国民体育大会に出場した。立教大学文学部史学科在籍中も相撲部に所属し、同大学の相撲部は、百瀬と交流のある周防正行が1992年（平成4年）に監督した映画『シコふんじゃった。』のモデルになっているという。
大学時代は1960年（昭和35年）から赤坂の高級ナイトクラブ「ニューラテンクォーター」で用心棒を勤めた。そこで俳優の石原裕次郎と知り合うことになり「弟分」を名乗ることとなる。用心棒として23歳のときから拳銃の密輸を始め、28歳のときに拳銃不法所持により警視庁へ出頭。その後、裁判前に秋田県に逃亡したが結局逮捕され、6年間の刑務所生活を送り、その間に読書生活を送った。
34歳で出所し、処女詩集『絹半纏』を出版、1988年（昭和63年）に『新潮』誌上で文芸評論家の山本健吉に認められる。バブル経済の最中、債権の回収を行なったり、株式運用を行なったが、バブル崩壊により無一文になった。並行して作家の曽野綾子のすすめにより『新潮45』で1989年から『不良日記』を連載。1992年（平成4年）から『週刊文春』で『不良ノート』の連載を開始、その他『週刊宝石』で『百瀬博教交遊録』を連載し、エッセイを執筆するなど作家として本格的に活動を始めた。日本文化研究家のエドワード・G・サイデンステッカーとは1989年（平成元年）に共著を出版。テレビ番組制作プロダクションのイーストの富永正人社長と親交を持ち、イースト制作の番組に出演した他、イーストライツが出版する雑誌『Free&Easy』に連載を持った。
格闘技愛好家としても知られる。プロレスラー・アントニオ猪木と親交を持ち、総合格闘技イベントPRIDEには1999年（平成11年）から関わりを持っていた。メディア登場時には「FOREVER YOUNG AT HEART」（心は永遠の若者）とプリントされた黒い野球帽を常に被っている事でも知られていた。大手ネット掲示板2ちゃんねるでの通称は「ピーチ」。「百瀬」の読み、「ももせ」を「桃」としてその英語読みから取られたもので、猪木はそのニックネームを知ると「ピーちゃん」と気に入っていた。
2008年（平成20年）1月27日午前2時40分ごろ、自宅を訪れた知人が風呂場の湯船の中で意識を失っている百瀬を発見。救急搬送されたが、同日午後3時半ごろ、死亡が確認された。
死の3年ほど前から体調を悪化させていたという。映画『タバコ・ロード』について書いた文章が絶筆となった。2月20日に青山葬儀所でしのぶ会「不良ノート」が開かれ、アントニオ猪木、ビートたけし、周防正行、EXILEのHIROら約700人が参列した。

## 格闘技との関わり
元プロレスラーのアントニオ猪木とは、1992年（平成4年）頃に知り合う。高校時代の後輩で芸能事務所ケイダッシュとプロレス団体UFO社長だった川村龍夫に新右翼活動家の野村秋介と猪木のトラブルの仲介を頼まれたのがきっかけだった。1990年代末頃から猪木とは接近し、猪木の詩集をプロデュースするなどした。
1999年（平成11年）に当時格闘技評論家の谷川貞治から総合格闘技イベントPRIDEを運営する森下直人社長を紹介され、PRIDE運営会社ドリームステージエンターテインメントが設立される際には3,000万円を出資したとしている。
以後、2003年（平成15年）までPRIDEに関わり、アントニオ猪木とPRIDEを結び付け、自らもプロデューサー的役割を担っていた。選手には小遣いや土産を渡すなどタニマチ的な存在で、試合に勝った選手がリングサイドにいる百瀬に挨拶へ向うのはPRIDEの名物ともなっていた。
それまで協力関係にあったPRIDE、K-1、猪木が2003年（平成15年）末に分裂し、アントニオ猪木がPRIDEを離れた後は、百瀬もPRIDEから姿を消した。その後は、K-1がPRIDEに対抗する形で立ち上げた総合格闘技イベントHERO'Sで格闘家高谷裕之を応援する姿が見られた。

## 出演

### テレビ
- 新・東京百景（TOKYO MX、2005年 -　2008年2月9日没前の最終収録放映 ）
- プラチナチケット（テレビ東京）
- 百瀬博教・てっぺん魂（テレビ東京）
- 時間旅行（朝日ニュースター）

### ラジオ
- 街で一番の男〜ビートニクラジオ（TOKYO FM、1999年10月18日、10月25日）
- 「百瀬博教の柳橋キッド」（文化放送）

## 著作
- 『不良日記』（草思社、1991年）のち幻冬舎文庫
- 『不良ノート』（文藝春秋、1993年）
- 『空飛ぶ不良』（マガジンハウス、1993年）
- 『三島由紀夫の首 不良ノートpart2・上』（文藝春秋、1994年）
- 『不良が好きで詩が好きで 不良ノートpart2・下』（文藝春秋、1994年）
- 『不良少年入門 勁く優しく美しく』（光文社カッパサイエンス、1995年）
- 『プライドの怪人』（幻冬舎、2001年）のち文庫
- 『絹半纏 詩集』（幻冬舎文庫、2004年）
- 『百瀬博教FOREVER YOUNG AT HEART』（ベストセラーズ、2004年）
- 『スノードームに魅せられて』（河出書房新社、2006年）
- 『裕次郎時代』（ワック、2007年）
- 『昭和不良写真館』（ワック、2007年）

### 共著編
- 『あにき 石原裕次郎写真集』（ベストブック、1988年）
- 『私の東京』（富士見書房、1989年） - エドワード・G・サイデンステッカーとの共著
- 『スノードーム』（日本スノードーム協会、1996年） - 安西水丸との共著
- 『俺の裕次郎 60年代が眩しいぜ』（クレスト社、1996年）
- 『総会屋から見た日本企業 大笑い!「目くそ鼻くそ」の相関関係』（光文社カッパブックス、1998年） - 花田紀凱との共著
- 『百瀬博教思い出コレクションブック』（茉莉花社、2006年）編著

## 漫画原案
- まちがっていない（佐藤由男作画、マガジンハウス、1997年） - 『COMICアレ!』連載の百瀬の自叙伝的作品。

## 評伝
- MOMOSE 不良のカリスマ・百瀬博教 (塩澤幸登著、河出書房新社、2006年）